# Mrk 590
Mrk 590 (również NGC 863, NGC 866, NGC 885, PGC 8586 lub UGC 1727) – galaktyka spiralna (Sa), znajdująca się w gwiazdozbiorze Wieloryba.
Odkrył ją William Herschel 6 stycznia 1785 roku. 3 oraz 31 października 1886 roku ten rejon nieba obserwował Lewis A. Swift i w wyniku niedokładności obliczonych pozycji skatalogował pięć obiektów jako nowo odkryte, mimo że są tu tylko trzy jasne galaktyki. Galaktykę zaobserwowaną wcześniej przez Herschela skatalogował dwa razy, za każdym razem błędnie sądząc, że odkrył nowy obiekt. John Dreyer w swoim New General Catalogue skatalogował obserwację Herschela jako NGC 863, a obserwacje Swifta jako NGC 866 i NGC 885, również nie zdając sobie sprawy, że to ten sam obiekt.